# Koninklijke Nederlandse Vereniging 'Ons Leger'
De Koninklijke Nederlandse Vereniging "Ons Leger" werd op 30 maart 1912 opgericht door Nederlanders die bezorgd waren over de verwaarlozing van de Nederlandse krijgsmacht in een periode waarin in Europa een enorme wapenwedloop plaatsvond. De oprichters veroordeelden de "ongeïnteresseerdheid en laksheid van ons volk ten aanzien van de verdediging van onze vrijheid en onafhankelijkheid".
De vereniging bevordert het contact tussen maatschappij en krijgsmacht en de studie van de Nederlandse militaire geschiedenis. Op 20 september 1921 verleende koningin Wilhelmina de nog jonge vereniging het predicaat Koninklijk. De vereniging reikt de Prins Mauritsmedaille uit.